# 小林實
小林 實（こばやし まこと、1935年6月1日 - 2017年6月18日）は、日本の自治官僚。長野県長野市出身。

## 経歴
長野県長野高等学校を経て、昭和33年（1958年）東京大学法学部第1類（私法コース）卒業。同年、自治庁（現総務省）に入庁し、北海道庁に配属される。同39年（1964年）栃木県総務部地方課長、同42年（1967年）京都府教育管理課長、同48年（1973年）自治省大臣官房参事官、同55年（1980年）北九州市助役、同58年（1983年）同省財政局財政課長、同61年（1986年）自治省大臣官房審議官、同62年（1987年）10月1日 同大臣総務審議官、平成元年（1989年）6月 同大臣官房長、同平成2年（1990年）7月 財政局長などを歴任後、同3年（1991年）10月 自治事務次官を務めた。
平成5年（1993年）退官、同年4月に長野オリンピック組織委員会（NAOC）事務総長に就任。開催市町村や長野県、企業などの混成組織をまとめ、大会運営を指揮した。北安曇郡白馬村八方尾根会場における男子滑降スタート地点問題では、引き上げを求める国際スキー連盟（FIS）側との調整に当たった。開催後は地方自治情報センター（現地方公共団体情報システム機構）理事長、一般財団法人「地域活性化センター」顧問などを歴任し、信毎賞の審査委員を務めた。
西沢権一郎元長野県知事は岳父にあたる。平成29年（2017年）東京都府中市の自宅で死去。